# Іван Срацимир
Іван Срацимир (болг. Іван Срацимир, 1324–1396) — болгарський цар у 1371–1396; один з двох, разом з братом Іваном Шишманом, останніх болгарських царів, син царя Івана Александра.
З 1356 року, після коронації свого брата Івана Шишмана, Іван Срацимир керував Видинською областю як незалежною державою. 1365 року Видинське царство окуповав угорський король Людвік I Великий, а сам Іван Срацимир потрапив у полон. 1369 року Видинське царство було відновлено за допомогою болгарського (Тирновського) царя Івана Александра, Власького князя Владислава I та Добротіци, правителя Добруджі.
Його брат Іван Шишман на самому початку свого правління, у 1371–1372 роках, зазнав нападу турків, але зумів врятуватися поступкою частини своїх володінь. У 1393–1394 роках турки взяли столицю царства Івана Шишмана Тирново й скинули його. Видинське царство Івана Срацимира було підкорено турками 1396 року, його син і співправитель Костянтин II Асень став васалом турецького султана й останнім царем Болгарії.

## Сім'я

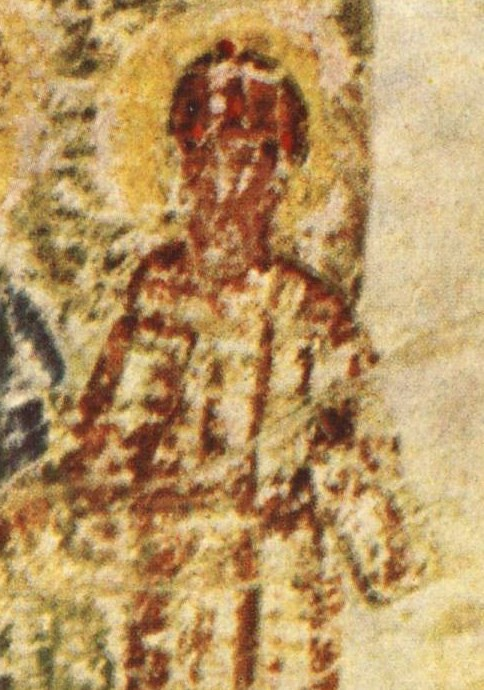
Іван Срацимір

Іван Срацимир був одружений двічі. Про перший шлюб не відомо нічого. Другою його дружиною була Анна, дочка Валаського князя Миколи Олександра. Від другого шлюбу в Івана Срацимира були діти:
1. Доротея, вийшла заміж за боснійського бана Твртко I.
2. Костянтин, єдиний син і спадкоємець Івана Срациміра. Правив Відінським царством після смерті свого батька до 1422 року. Фактично був турецьким васалом.